# Avenue Montaigne
De Avenue Montaigne is een avenue in het 8e arrondissement van de Franse hoofdstad Parijs. De laan begint bij de Place de l'Alma en komt uit op het Rond-Point (rotonde) des Champs-Élysées. De straat geldt als een van de duurste winkelstraten van Parijs.

## Oorsprong van de naam
De Avenue Montaigne werd eerst de Allée des Veuves ("Weduwenlaan") genoemd, omdat daar geregeld rouwende weduwen samenkwamen. Sinds die periode, het begin van de 18e eeuw, is de straat echter zeer veranderd. De huidige naam is afkomstig van Michel Eyquem de Montaigne, een schrijver uit de Franse renaissance.

## Mode
Er zijn verschillende grote modeboetieks gevestigd aan de Avenue, zoals Dior, Chanel, Versace, Gucci, Prada en Valentino. Ook zijn er juwelierszaken als Bulgari en chique hotels zoals het Plaza Athénée-hotel te vinden.
In de 1980 werd de Avenue Montaigne beschouwd als de belangrijkste ader op het gebied van mode en accessoires. Veel gevestigde namen hadden hier een filiaal. Als gevolg hiervan is de avenue tegenwoordig belangrijker dan de Rue du Faubourg-Saint Honoré, enkele straten noordelijker en van oudsher het centrum van de mode. De straat heeft veel te danken aan het LVMH-conglomeraat (Louis Vuitton Moët Hennessey), dat geholpen heeft bij het creëren van het karakter dat de avenue nu heeft. LVMH en zijn groep topdesigners en -firma's, zoals Céline, Loewe, Vuitton, Inès de la Fressange en vroeger ook Christian Lacroix, hebben veel onroerend goed aan de avenue in hun bezit.

## Monumenten
Het Théâtre des Champs-Élysées is een art-decotheater aan de Avenue Montaigne 15. Een ander iconisch gebouw is het Hotel Plaza Athénée, een luxueus hotel uit 1913. Chef-kok Alain Ducasse kookt in een van de restaurants van het hotel.

## Trivia
- De Franse film Fauteuils d'orchestre ("Orkeststoelen") uit 2006 speelt zich grotendeels af aan de Avenue Montaigne. In de Verenigde Staten is hij onder die naam uitgebracht.